# Гольдберг, Лейб
Гольберг Лейб (1892, Брест-Литовск Гродненской губернии — 1955, Москва) — еврейский публицист и переводчик. Брат Менахема Борейшо.

## Биография
Родился в семье учителя иврита и писателя Аарона Ноаха Гольдберга и Фанни Борейшо. Старший брат — Менахем.
Свою литературную деятельность начал в Варшаве в 1914 переводами произведений Л.Толстого («Дьявол») и Э.Ожешко («Гедалья») на идиш. Переводил также произведения Шолом-Алейхема («Мальчик Мотл») и И.-Л.Переца на русский язык. После Октябрьской революции работал в Народном комиссариате по еврейским делам в Москве, принимал участие в работе «Идгезкома» (Еврейский общественный комитет помощи погромленным). С 1923 — секретарь, затем — заместитель главного редактора газеты «Дер Эмес». Начиная с 1930 до начала Второй мировой войны заведовал издательством «Дер Эмес». Активно участвовал в работе ЕАК, сотрудничал в газете «Эйникайт».
В период «борьбы с космополитизмом» арестован, отправлен в ГУЛАГ, умер вскоре после освобождения.

## Переводы на идиш
- «Дьявол» Л.Толстого (1914)
- «Гедалья» Э.Ожешко (1914)
- «Миниатюры» Я.Корчака (1914)
- «О религии» П.Лафарга (1919)
- «Школа и рабочий класс» П.Блонского (1919)
- «Основы ленинизма» И.Сталина (1924)
- «Международная буржуазия и Карл Каутский» Н.Бухарина (1925)
- «От февраля до октября» В.Ленина (1925)
- «Краткие очерки по истории ВКП(б)» Е. М. Ярославского (1927)
- «Два друга» Г.де Мопассана (1935)
- «Я жгу Париж» [Бруно Ясенский] (1929)